# Felipe Arantes
Felipe Medeiros Arantes, född 9 februari 1988 i São Paulo, är en brasiliansk MMA-utövare som sedan 2011 tävlar i organisationen Ultimate Fighting Championship.